# Mario Viana
Mario Viana (Candelo, 1883 – Roma, 1976) è stato uno scrittore italiano.

## Biografia
Aderì inizialmente al movimento nazionalista elaborando una dottrina originale di imperialismo con risvolti sociali. Fu fra i primi a far conoscere in Italia il pensiero e l'opera di Georges Sorel col quale intrattenne contatti epistolari; ebbe anche "una certa consuetudine di vita" con Benito Mussolini nel 1913 e 1914.
Dopo aver partecipato alla Grande Guerra, continuò nella sua attività politica, ma lasciò il movimento nazionalista quando questo confluì nel fascismo. Si ritirò perciò a vita privata nella tenuta romagnola della moglie, la scrittrice Antonietta Annaratone.
Aderì alla Resistenza, ma se ne allontanò subito deprecando gli eccidi compiuti dai partigiani comunisti soprattutto nel ravennate.
Successivamente, trasferitosi a Roma, aderì al partito monarchico e di questo periodo sono vari suoi scritti in difesa della Monarchia. Fu membro della Consulta dei Senatori del Regno su nomina di Umberto II.

## Opere
- Crispi, l'eroe tragico, Imperia, Milano, 1923
- Sindacalismo. Teoria e praxis delle organizzazioni economiche di resistenza, Laterza, Bari, 1923
- Perché la vita è cara (con prefazione di Piero Gobetti), Gobetti editore, Torino, 1925
- La Monarchia e il fascismo, L'Arnia, Roma, 1951
- Il Re costava meno, Superga, Torino, 1960